# Leonard Lindewall
Carl Leonard Emanuel Lindewall (i riksdagen kallad Lindewall i Flosta), född 31 januari 1852 i Altuna församling, Västmanlands län, död där 29 december 1916, var en svensk arrendator och politiker.
Lindewall var arrendator på godset Flosta i Västmanlands län. Han var ledamot av riksdagens andra kammare mandatperioden 1903–1905.